# Lista de membros titulares da Academia Brasileira de Ciências empossados em 1987
Esta lista contém os nomes dos membros titulares da Academia Brasileira de Ciências empossados em 1987.
| Imagem | Nome                        | Datas de nascimento e falecimento          | Local de nascimento       | Área de especialização | Alma mater | Data de posse          | Conhecido por | Referências       |
| ------ | --------------------------- | ------------------------------------------ | ------------------------- | ---------------------- | ---------- | ---------------------- | --- | ----------------- |
|        | Eloi de Souza Garcia        | 1 de dezembro de 1944                      | Santa Rita do Sapucaí, MG | Ciências Biomédicas    | UFRRJ      | 17 de dezembro de 1987 | Editor das en:Memórias do Instituto Oswaldo Cruz |                   |
|        | Fernando Galembeck          | 21 de janeiro de 1943                      | São Paulo, SP             | Ciências Químicas      | USP        | 17 de dezembro de 1987 | osmosedimentação |                   |
|        | Isaias Raw                  | 26 de março de 1927 14 de dezembro de 2022 |                           | Ciências Biomédicas    | USP        | 17 de dezembro de 1987 | citocromo b5 Fundador do Cescem e Fundação Carlos Chagas Criou o Centro de Biotecnologia do Instituto Butantan Foi Diretor do Instituto Butantã (1991 a 1997) | [ 2 ] [ 3 ] [ 4 ] |
|        | Sérgio Olavo Pinto da Costa | 20 de novembro de 1930                     |                           | Ciências Biológicas    | UFPR       | 24 de março de 1987    | |                   |